# Hites Sándor
Hites Sándor (Szőny, 1974. február 10. –) egyetemi oktató, kritikus, irodalomtörténész, az MTA Irodalomtudományi Intézet 19. századi osztályának tudományos főmunkatársa.

## Életpályája
Középiskolai tanulmányait Pannonhalmán, San Franciscóban és Tatán folytatta. 1993-1998 között az ELTE Bölcsészettudományi Kar magyar irodalom és nyelvészet szakának, 1998-2001 között az ELTE BTK Magyar Irodalom Doktori Iskola Romantika alprogramjának hallgatója volt. 2002 óta az MTA Irodalomtudományi Intézet 19. századi osztályának tudományos munkatársa, doktori fokozatát 2005-ben szerezte.
Fontosabb ösztöndíjai: Erasmus-ösztöndíj (Amszterdami Egyetem, 2001), Bolyai-ösztöndíj (2006-2009), visiting fellow (University of London, 2009), IASH-Fellowship (University of Edinburgh, The Institute for Advanced Studies in the Humanities, 2012). Főbb kutatási területei a 19. század magyar prózairodalma, a 20. századi irodalmi emigrációk története, és az irodalom gazdaságtana.

## Oktatási tevékenység
- 2000, 2011, 2013 ELTE BTK, Összehasonlító Irodalomtudomány Tanszék
- 2003-2004, 2007 Miskolci Egyetem Bölcsészettudományi Kar, Felvilágosodás és Romantika Tanszék
- 2006 Kaposvári Egyetem, Nyelv és Irodalom Tanszék
- 2012-13 Kolozsvári Babes-Bolyai Tudományegyetem, Magyar Nyelv és Irodalom Szak
- 2015-16 University of Toronto Munk School of Global Affairs Centre for European, Russian and Eurasian Studies (CERES)[4]

## Egyéb
- A Helikon folyóirat szerkesztőbizottságának tagja.
- Modern Language Association (MLA) – tag (2011–)
- International Comparative Literature Association (ICLA) – tag (2010–)
- International Association of Hungarian Studies (IAHS) – tag (2005–)
- Felesége Szécsi Noémi (1976, Szentes) író.

## Fontosabb publikációk[5]
- Jólét és erény. Tanulmányok Széchenyi István Hitel című művéről; szerk. Hites Sándor; Reciti, Bp., 2014 (Hagyományfrissítés)
- Karátson Endre, Pozsony, Kalligram, 2011
- „még dadogtak, mikor ő megszólalt”: Jósika Miklós és a történelmi regény, Bp., Universitas, 2007
- A múltnak kútja: Tanulmányok a történelmi elbeszélések köréből, Bp., Ulpius–JAK, 2004
- Variations on Mother Tongue. Language and identity in 20th century Hungarian literary exile’, Hungarian Historical Review, 2012/3–4, 454–474.
- Losing Touch, Keeping in Touch, Out of Touch: Reintegration and Domestication of Hungarian Exilic Literature after 1989 = The Exile and Return of Writers from East-Central Europe: A Compendium, edited by Neubauer, John; Török, Borbála Zsuzsanna, Berlin, New York (Walter de Gruyter) 2009. 521–537.
- The Hungarian historical novel in regional context = History of Literary Cultures in East-Central Europe Volume I., eds. J. Neubauer – M. Cornis-Pope, Amsterdam: John Benjamins Publishing, 2004, 467–479.
- Isteni ökonómiák: a klasszikus brit politikai gazdaságtan és a kereszténység kapcsolatáról = Gazdasági teológia, szerk. Fogarasi György, Szeged, Szegedi Tudományegyetem Bölcsészettudományi Kar Összehasonlító Irodalomtudományi Tanszék, 2013, 186–201. (Et al. - Kritikai Elmélet Online; 1.)
- A kincstől a tőkéig: Kísértettörténet és pénz a korai magyar novellában (Kármán, Fáy, Kölcsey), Literatura, (39)2013/2, 115–138.
- Hypotheka vagy hypothesis: a valóságos és a képzeletbeli a Hitel gazdaságtanában = Jólét és erény: Tanulmányok Széchenyi István Hitel című művéről, szerk. Hites Sándor, Bp., reciti, 2014 (Hagyományfrissítés, 2), 95-131.
- A pénz mint papír és írás: Jókai esete a bankjegyekkel 1848-ban In: Hansági Ágnes, Hermann Zoltán (szerk) "...író leszek és semmi más...": Irodalmi élet, irodalmiság és öntükröző eljárások a Jókai-szövegekben. 235 p.  Balatonfüred: Balatonfüred Városért Közalapítvány, 2015. pp. 63-81. (Tempevölgy könyvek; 19.)
- Magyar irodalom a 19. században: Az új magyar irodalomtörténeti kézikönyv 19. századi köteteinek szinopszisa IRODALOMTÖRTÉNETI KÖZLEMÉNYEK 119:(5) pp. 651-692. (2015)
- Az irodalom és a gazdaság valóságáról és fiktivitásáról In: Varga Bálint, Lajtai Mátyás (szerk.) Tény és fikció: Tudomány és művészet a nemzetépítés bűvkörében a 19. századi Magyarországon. Budapest: MTA Bölcsészettudományi Kutatóközpont Történettudományi Intézet, 2015. pp. 131-163. (Tanulmányok a nacionalizmus kultúrtörténetéből; 1.) (ISBN 978-963-9627-98-7)